# Aspidistra papillata
Aspidistra papillata là một loài thực vật có hoa trong họ Măng tây. Loài này được G.Z.Li mô tả khoa học đầu tiên năm 2003.